# Luyendyk Racing
Luyendyk Racing foi uma equipe de automobilismo dos EUA que disputou as 500 Milhas de Indianápolis de 2006.
Fundada pelo ex-piloto holandês Arie Luyendyk (bicampeão da prova - venceu em 1990 e 1997), inscreveu-se em Indy com um Panoz-Honda #61 para seu filho Arie Luyendyk Jr., que se classificou em 31º lugar. Seu carro, um dos dez Panoz inscritos para a prova e que possuía apoio técnico da Chip Ganassi Racing, abandonou as 500 Milhas devido a um problema na asa traseira.
Esta foi a única prova disputada pela Luyendyk, que deixaria a IRL pouco depois.